# جوزف لائو
جوزف لائو (انگلیسی: Joseph Lau؛ زادهٔ ۲۱ ژوئیهٔ ۱۹۵۱) کارآفرین، نیکوکار و سرمایه‌دار اهل چین است.